# Ferdinand von Hebra
Ferdinand von Hebra (Brünn, 1816. szeptember 7. – Bécs, 1880. augusztus 5.) lovag, osztrák orvos, bőrgyógyász. 

## Élete
Ferdinand Karl Franz Schwarzmann néven született. A filozófiai osztályokat Grazban, orvosi tanulmányait Bécsben végezte, ahol 1841-ben doktorrá avatták. Néhány hónapig az államorvostani tanszéken mint tanársegéd működött, később pedig Skoda mellbetegek osztályára alorvosnak ment. Itt főleg az akkoriban egészen elhanyagolt bőrbetegségek keltették fel figyelmét és főnöke a bőrbetegek osztályát át is adta neki. Számos kisebb dolgozata után jelent meg 1845-ben Versuch einer auf pathologische Anatomie gegründeten Eintheilung der Hautkrankheiten című műve. E művében kifejezésteljesen írja le az egyes betegségeket; új fajokat különböztet meg. 1852-ben Norvégiába ment, hogy a leprát tanulmányozza. 1845-ben Bécsben átvette a később már önálló bőrbetegek osztályának vezetését. 1848-ban az általános kórház igazgatója, az 1849-ben pedig a bőrgyógyászat rendkívüli tanára lett. Előadásaihoz a világ minden tájékáról sereglettek a hallgatók, úgyhogy Bécs csakhamar központja lett a dermatológiai tanulmányoknak. Művei közül még említendők: Atlas der Hautkrankheiten (Bécs, 1856-72); Akute Exantheme und Hautkrankheiten (Erlangen, 1860-65). 